# Curupironomus agassizi
Curupironomus agassizi är en kräftdjursart som först beskrevs av Alphonse Milne-Edwards och Eugène Louis Bouvier 1899.  Curupironomus agassizi ingår i släktet Curupironomus och familjen Cymonomidae. Inga underarter finns listade i Catalogue of Life.